# Olof Rudolf Bellander
Olof Rudolf Bellander, född 26 oktober 1794 i Tillberga socken, Västmanlands län, död 9 augusti 1873 i Köpings stadsförsamling, Västmanlands län, var en svensk präst.
Bellander var son till kronofogden Lars Rudolf Bellander och Gustafva Munktell, blev student vid Uppsala universitet 1813, filosofie magister 1818 och prästvigdes 1821 på kallelse av greve Magnus Brahe och var lärare för dennes yngste son Nils 1822–31. Han avlade pastoralexamen 1827 och blev samma år extraordinarie hovpredikant med tjänstgöring som slottspredikant på Rosersberg. 1830 blev Bellander regementspastor vid livgardet till häst och valdes 1833 till kyrkoherde i Köping. 1837 blev han prost, 1842 kontraktsprost, 1854 ledamot av nordstjärneorden, teologie doktor 1860 och filosofie jubelmagister 1869. Bellander intresserade sig vid sidan av sin prästerliga gärning tidigt även för historiska och antikvariska studier. En stipendiefond för skolbarn i Köping fick även sitt namn efter Bellander.